# Campionat del món de ciclisme en pista de 1986
El Campionat Mundial de Ciclisme en Pista de 1986 es va celebrar a Colorado Springs (Estats Units d'Amèrica) del 27 d'agost al 7 de setembre de 1986. La cursa de mig fons darrere moto, tant professional com amateur es va disputar a Zúric
Les competicions es van celebrar al 7-Eleven USOTC Velodrome de Colorado Springs i al Oerlikon Velodrome de Zúric. En total es va competir en 14 disciplines, 12 de masculines i 2 de femenines.

## Resultats

### Masculí

#### Professional
| Prova                 | Or                           | Argent                           | Bronze                     |
| Velocitat individual  | Koichi Nakano · Japó         | Hideyuki Matsui · Japó           | Nobuyuki Tawara · Japó     |
| Persecució individual | Anthony Doyle · Regne Unit · | Hans-Henrik Ørsted · Dinamarca · | Jesper Worre · Dinamarca   |
| Cursa per punts       | Urs Freuler · Suïssa ·       | Michel Vaarten · Bèlgica ·       | Stefano Allocchio · Itàlia |
| Keirin                | Michel Vaarten · Bèlgica ·   | Dieter Giebken · RFA             | Urs Freuler · Suïssa ·     |
| Darrere moto          | Bruno Vicino · Itàlia        | Constant Tourné · Bèlgica        | Giovanni Renosto · Itàlia  |

#### Amateur
| Prova                     | Or                                                                           | Argent                                                               | Bronze                                                                                      |
| Velocitat individual      | Michael Hübner · RDA                                                         | Lutz Hesslich · RDA                                                  | Ralf-Guido Kuschy · RDA                                                                     |
| Persecució individual     | Viatxeslav Iekímov · Unió Soviètica                                          | Gintautas Umaras · Unió Soviètica                                    | Dean Woods · Austràlia                                                                      |
| Persecució per equips     | Txecoslovàquia · Pavel Soukop · Aleš Trčka · Svatopluk Buchta · Teodor Černý | RDA · Steffen Blochwitz · Bernd Dittert · Dirk Meier · Roland Hennig | Unió Soviètica · Alexander Krasnov · Viatxeslav Iekímov · Viktor Manakov · Sergei Khmelinin |
| Quilòmetre contrarellotge | Maic Malchow · RDA ·                                                         | Martin Vinnicombe · Austràlia ·                                      | Jens Glücklich · RDA ·                                                                      |
| Cursa per punts           | Dan Frost · Dinamarca ·                                                      | Olaf Ludwig · RDA ·                                                  | Leonard Nitz · Estats Units ·                                                               |
| Tàndem                    | Txecoslovàquia · Vitezlav Voboril · Roman Řehounek                           | Estats Units · Kit Kyle · David Lindsey                              | Itàlia · Andrea Faccini · Roberto Nicotti                                                   |
| Darrere moto              | Mario Gentili · Itàlia                                                       | Luigi Bielli · Itàlia                                                | Roland Königshofer · Àustria                                                                |

### Femení
| Prova                 | Or                           | Argent                         | Bronze                           |
| Velocitat individual  | Christa Rothenburger · RDA · | Erika Salumäe · Unió Soviètica | Connie Paraskevin · Estats Units |
| Persecució individual | Jeannie Longo · França       | Rebecca Twigg · Estats Units   | Barbara Ganz · Suïssa            |

## Medaller
| Pos. | País           | Or | Plata | Bronze | Total |
| 1    | RDA            | 3  | 3     | 2      | 8     |
| 2    | Itàlia         | 2  | 1     | 3      | 6     |
| 3    | Txecoslovàquia | 2  | 0     | 0      | 2     |
| 4    | Unió Soviètica | 1  | 2     | 1      | 4     |
| 5    | Bèlgica        | 1  | 2     | 0      | 3     |
| 6    | Dinamarca      | 1  | 1     | 1      | 3     |
| 6    | Japó           | 1  | 1     | 1      | 3     |
| 8    | Suïssa         | 1  | 0     | 2      | 3     |
| 9    | França         | 1  | 0     | 0      | 1     |
| 9    | Regne Unit     | 1  | 0     | 0      | 1     |
| 11   | Estats Units   | 0  | 2     | 2      | 4     |
| 12   | Austràlia      | 0  | 1     | 1      | 2     |
| 13   | RFA            | 0  | 1     | 0      | 1     |
| 14   | Àustria        | 0  | 0     | 1      | 1     |
|      | TOTAL          | 14 | 14    | 14     | 42    |